# 波兰国家公园
波蘭有 23 座國家公園。在2004年以前，這些國家公園由波蘭國家公園委員會（波蘭語：Krajowy Zarząd Parków Narodowych）管理，2004年，改由波蘭環境部管理。大多數的波蘭國家公園都分為嚴格保護區和部分保護區。與波蘭國家公園接壤的地區被指定為緩衝區。
波蘭的23座國家公園如下：
1、巴比亞山國家公園
2、比亞沃維耶扎國家公園
3、別布扎國家公園
4、別什恰迪國家公園
5、圖霍拉森林國家公園
6、德拉瓦國家公園
7、戈爾塞國家公園
8、桌山國家公園
9、坎皮諾斯國家公園
10、克爾科諾謝國家公園
11、馬古拉國家公園
12、納雷夫國家公園
13、奧伊楚夫國家公園
14、皮耶尼內國家公園
15、波列斯國家公園
16、羅茲托切國家公園
17、斯沃溫斯基國家公園
18、聖十字國家公園
19、塔特拉國家公園
20、瓦塔國家公園
21、大波蘭國家公園
22、威格里國家公園
23、沃林國家公園